# Horodnia (huyện)
Huyện Horodnia (tiếng Ukraina: Городнянський район, chuyển tự: Horodnias'kyi raion) là một huyện của tỉnh Chernihiv thuộc Ukraina. Huyện Horodnia có diện tích 1566 kilômét vuông, dân số theo điều tra dân số ngày 5 tháng 12 năm 2001 là 36306 người với mật độ 23 người/km2. Trung tâm huyện nằm ở Horodnia.